# Vlag van Engwierum

Vlag van Engwierum

De vlag van Engwierum is de dorpsvlag van het Nederlandse dorp Engwierum, in de Friese gemeente Noardeast-Fryslân. De vlag werd in 1988 geregistreerd.
De dorpsvlaggen van 28 dorpen in Dongeradeel werden op 28 januari 1988 goedgekeurd door de gemeenteraad van de vroegere gemeente Dongeradeel.

## Beschrijving
De beschrijving van de vlag is als volgt:
Drie even hoge banen geel-blauw-geel, in de bovenste baan in de broektop een zwarte, zwemmende eend, in de blauwe baan twee witte broekkepers.
De kleuren zijn afkomstig van het dorpswapen.

## Symboliek
- Eend: verwijst naar de eendenkooien die bij het dorp gelegen zijn, met name bij de buurtschap Nieuwland.[4]
- Blauwe baan met kepers: duidt op het Dokkumergrootdiep, de kepers beelden de sluisdeuren van Dokkumer Nieuwe Zijlen uit.[4]

## Zie ook

Wapen van Engwierum